# Майский (Башкортостан)
Майский (баш. Майский) — село в Иглинском районе Республики Башкортостан Российской Федерации. Административный центр Майского сельсовета.

## География

### Географическое положение
Расстояние до:
- районного центра (Иглино): 57 км,
- ближайшей ж/д станции (Улу-Теляк): 13 км.

## Население
| 2002 | 2009 | 2010 |
| ---- | ---- | ---- |
| 361  | ↘334 | ↗356 |